# Nikolaos Liberopoulos
Nikolaos Liberopoulos o Nikos Liberopoulos (Filiatra, Grecia, 4 de agosto de 1975) es un ex-futbolista griego. Jugaba de delantero su último equipo fue el AEK Atenas FC.

## Biografía
Liberopoulos empezó su carrera profesional en el Erani Filiatron, donde consiguió un ascenso a la tercera división. Más tarde se trasladó al Kalamata FC. Con este club consiguió un ascenso a la Super Liga de Grecia. En este equipo jugó un total de 78 encuentros y marcó 20 goles.
A mitad de la temporada 1995-96 ficha por el Panathinaikos FC. Ese mismo año llega a la semifinal de la Liga de Campeones. Es elegido Futbolista del año en Grecia gracias a su gran actuación en la temporada 1999-00. En esta etapa varios clubes italianos, como Juventus y Verona, muestran interés por Liberopoulos, pero finalmente el jugador no se marcharía a la Serie A. En su última temporada en el club consigue ser el Máximo goleador de la Super Liga al anotar 16 goles.
En 2003 llega al AEK de Atenas. En la temporada 2006-07 anota el gol de la victoria en el partido de Liga de Campeones AEK de Atenas 1 - 0 Lille (11 de noviembre) consiguiendo de esta manera la primera victoria en la historia del AEK en esta competición. Esa misma temporada Liberopoulos marca 18 goles (Máximo goleador de la liga) y es elegido Futbolista del año en Grecia, honor que repetiría también al año siguiente. El 18 de agosto de 2007 juega un partido de Copa de la UEFA, encuentro que le convertiría en el jugador griego con más partidos disputados en competiciones europeas. 
Liberopoulos firmó en el 2008 un contrato de dos años con el Eintracht Frankfurt alemán.
Hizo su debut en la Bundesliga jugando los 90 minutos ante el Hertha Berlín el 17 de agosto de 2008 en el Commerzbank-Arena de Frankfurt. Liberopoulos anotó su primer gol contra el Maguncia 05. En total Lyberopoulos ha ganado 55 partidos anotando 13 goles en todas las competiciones con el equipo alemán.
En el verano de 2010, ficha de nuevo por el AEK de Atenas.
El 20 de mayo de 2012 jugó su último partido oficial siendo ovacionado por la multitud de seguidores del AEK.

## Selección nacional
Ha sido internacional con la Selección de fútbol de Grecia en 76 ocasiones. Su debut como internacional se produjo el 24 de enero de 1996 en un partido contra Israel. Su primer tanto con la camiseta nacional lo anotó en octubre de 1998 en el partido Grecia 3 - 0 Georgia.
Fue convocado para participar en la Eurocopa de Austria y Suiza de 2008, donde jugó como titular en el partido frente a Rusia.
Sorprendentemente fue convocado para representar a su país en la Eurocopa de Polonia y Ucrania de 2012 disputando su último partido frente a la selección de fútbol de Alemania.

## Clubes
| Club                | País     | Año       |
| ------------------- | -------- | --------- |
| Erani Filiatron     | Grecia   | 1993-1994 |
| Kalamata FC         | Grecia   | 1994-1996 |
| Panathinaikos FC    | Grecia   | 1996-2003 |
| AEK Atenas FC       | Grecia   | 2003-2008 |
| Eintracht Frankfurt | Alemania | 2008-2010 |
| AEK Atenas FC       | Grecia   | 2010-2012 |

## Títulos
- Elegido mejor jugador joven de Grecia (1996)
- 3 veces elegido Futbolista del año en Grecia (2000, 2006 y 2007)
- 2 veces Máximo goleador de la Super Liga de Grecia (2003 con 16 goles y 2007 con 18 goles)